# Giải Bodil cho phim hay nhất không phải của Mỹ
Giải Bodil cho phim hay nhất không phải của Mỹ (tiếng Đan Mạch: Bodilprisen for bedste ikke-amerikanske film) là một giải Bodil trao hàng năm cho một phim không phải của Mỹ được bầu chọn là hay nhất. Ban đầu, giải mang tên Giải Bodil cho phim châu Âu hay nhất, tới năm 2001 đổi thành Giải Bodil cho phim hay nhất không phải của Mỹ.
Dưới đây là danh sách các phim đoạt giải:
| Thập niên 1940 |                                |                                   |                 |
| 1948           | The Red Shoes                  | Michael Powell Emeric Pressburger | Anh Quốc        |
| 1949           | Hamlet                         | Laurence Olivier                  | Anh Quốc        |
| Thập niên 1950 |                                |                                   |                 |
| 1950           | The Third Man                  | Carol Reed                        | Anh Quốc        |
| 1951           | The Bicycle Thief              | Vittorio De Sica                  | Ý               |
| 1952           | The Browning Version           | Anthony Asquith                   | Anh Quốc        |
| 1953           | Only a Mother                  | Alf Sjöberg                       | Thụy Điển       |
| 1954           | Forbidden Games                | René Clément                      | Pháp            |
| 1955           | Umberto D.                     | Vittorio De Sica                  | Ý               |
| 1956           | La Strada                      | Federico Fellini                  | Ý               |
| 1957           | Smiles of a Summer Night       | Ingmar Bergman                    | Thụy Điển       |
| 1958           | The Gates of Paris             | René Clair                        | Pháp            |
| 1959           | Wild Strawberries              | Ingmar Bergman                    | Thụy Điển       |
| Thập niên 1960 |                                |                                   |                 |
| 1960           | 400 Blows                      | François Truffaut                 | Pháp            |
| 1961           | Ballad of a Soldier            | Grigori Chukhraj                  | Liên Xô         |
| 1962           | Rocco and His Brothers         | Luchino Visconti                  | Ý · Pháp        |
| 1963           | Jules and Jim                  | François Truffaut                 | Pháp            |
| 1964           | 8½                             | Federico Fellini                  | Ý               |
| 1965           | The Soft Skin                  | François Truffaut                 | Pháp            |
| 1966           | The Rules of the Game          | Jean Renoir                       | Pháp            |
| 1967           | Loves of a Blonde              | Milos Forman                      | Cộng hòa Séc    |
| 1968           | Belle de Jour                  | Luis Buñuel                       | Pháp · Ý        |
| 1969           | Playtime                       | Jacques Tati                      | Pháp · Ý        |
| Thập niên 1970 |                                |                                   |                 |
| 1970           | Adalen Riots                   | Bo Widerberg                      | Thụy Điển       |
| 1971           | Le Boucher                     | Claude Chabrol                    | Pháp            |
| 1972           | Death in Venice                | Luchino Visconti                  | Ý               |
| 1973           | The New Land                   | Jan Troell                        | Thụy Điển       |
| 1974           | Cries and Whispers             | Ingmar Bergman                    | Thụy Điển       |
| 1975           | Amarcord                       | Federico Fellini                  | Ý               |
| 1976           | The Passenger                  | Michelangelo Antonioni            | Ý               |
| 1977           | 1900                           | Bernardo Bertolucci               | Ý               |
| 1978           | Providence                     | Alain Resnais                     | Pháp            |
| 1979           | Autumn Sonata                  | Ingmar Bergman                    | Thụy Điển       |
| Thập niên 1980 |                                |                                   |                 |
| 1980           | The Tin Drum                   | Volker Schlöndorff                | Đức             |
| 1981           | Max Havelaar                   | Fons Rademakers                   | Hà Lan          |
| 1982           | The French Lieutenant's Woman  | Karel Reisz                       | Anh Quốc        |
| 1983           | The Simple-Minded Murder       | Hans Alfredson                    | Thụy Điển       |
| 1984           | Carmen                         | Carlos Saura                      | Tây Ban Nha     |
| 1985           | Paris, Texas                   | Wim Wenders                       | Pháp · Đức      |
| 1986           | Ran                            | Akira Kurosawa                    | Nhật Bản · Pháp |
| 1987           | My Life as a Dog               | Lasse Hallström                   | Thụy Điển       |
| 1988           | Round Midnight                 | Bertrand Tavernier                | Pháp · Hoa Kỳ   |
| 1989           | Au revoir, les enfants         | Louis Malle                       | Pháp            |
| Thập niên 1990 |                                |                                   |                 |
| 1990           | A Short Film About Killing     | Krzysztof Kieślowski              | Ba Lan          |
| 1991           | Dekalog                        | Krzysztof Kieślowski              | Ba Lan          |
| 1992           | Life Is Sweet                  | Mike Leigh                        | Anh Quốc        |
| 1993           | Howards End                    | James Ivory                       | Anh Quốc        |
| 1994           |                                |                                   |                 |
| 1995           | Red                            | Krzysztof Kieślowski              | Ba Lan          |
| 1996           | L'America                      | Gianni Amelio                     | Ý               |
| 1997           | Trainspotting                  | Danny Boyle                       | Anh             |
| 1998           | The Full Monty                 | Peter Cattaneo                    | Anh Quốc        |
| 1999           | My Name Is Joe                 | Ken Loach                         | Anh             |
| Thập niên 2000 |                                |                                   |                 |
| 2000           | All About My Mother            | Pedro Almodóvar                   | Tây Ban Nha     |
| 2001           | Crouching Tiger, Hidden Dragon | Ang Lee                           | Trung Quốc      |
| 2002           | Songs from the Second Floor    | Roy Andersson                     | Thụy Điển       |
| 2003           | Talk to Her                    | Pedro Almodóvar                   | Tây Ban Nha     |
| 2004           | Goodbye, Lenin!                | Wolfgang Becker                   | Đức             |
| 2005           | Look at Me                     | Agnès Jaoui                       | Pháp            |
| 2006           | Der Untergang                  | Oliver Hirschbiegel               | Đức · Áo        |
| 2007           | The Lives of Others            | Florian Henckel von Donnersmarck  | Đức             |
| 2008           | Pan's Labyrinth                | Guillermo del Toro                | Tây Ban Nha     |